# Gran Premio de Andalucía (Dos Hermanas)
El Gran Premio de Andalucía es uno de los grandes premios que se disputa desde el 2007 en  el Gran Hipódromo de Andalucía de Dos Hermanas, durante la temporada de invierno, en el mes de febrero. La carrera esta destinada a caballos y yeguas de cuatro años o más sobre una distancia de 1.600 metros.
Desde la edición del 2007 hasta la edición del 2022, no tuvo una fecha fija, aunque siempre se disputaba en las últimas jornadas de la temporada invierno. Desde el 2023, se disputa el último día de la temporada, el 28 de febrero, día de Andalucía. 
Desde el 2015 al 2021, se organizaron grandes premios con las mismas condiciones y distancia, pero con otro nombre. Aun así, se consideran grandes premios diferentes y no una continuación de este. A partir del 2022, se volvió a organizar el gran premio recuperando el nombre de Gran Premio de Andalucía.

## Palmarés[1][2][3][4]
| Gran Premio de Andalucía |                            |                            |                                 |                                    |                            |
| 2025                     | WITIZA (SPA)               | Ricardo Nicolás Valle      | Óscar Anaya                     | Cuadra Rio Cubas                   | 1600m                      |
| 2024                     | LOVE FOR LIFE (FR)         | Nicolás De Julián          | Aleksandre Tsereteli            | Cuadra Wine & Roses S.C.           | 1600m                      |
| 2023                     | RUGBY INDUS (FR)           | Nicolás De Julián          | Francisco Rodríguez             | Cuadra Cocheteux                   | 1600m                      |
| 2022                     | EMINENCE (IRE)             | Václav Janáček             | Guillermo Arizcorreta           | Yeguada Rocío                      | 1800m                      |
| 2021 - 2015              | No se disputó esta edición | No se disputó esta edición | No se disputó esta edición      | No se disputó esta edición         | No se disputó esta edición |
| 2014                     | MIL AZUL (SPA)             | José Luis Martínez         | Enrique León                    | Yeguada Urdiñ-Oriya                | 1600m                      |
| 2013                     | SILVERSIDE (USA)           | Jeremy Crocquevieille      | Mauricio Delcher Sánchez        | Cuadra Safsaf                      | 1600m                      |
| 2012                     | MIL AZUL (SPA)             | José Luis Borrego          | Enrique León                    | Yeguada Urdiñ-Oriya                | 1600m                      |
| 2011                     | SUNTUOSO (SPA)             | Óscar Ortiz de Urbina      | Ángel Francisco Sánchez         | Cuadra Pincal                      | 1600m                      |
| 2010                     | LORGAN (IRE)               | Jorge Horcajada            | Mauricio Delcher Sánchez        | Cuadra Miranda                     | 1600m                      |
| 2009                     | GREAT ORATOR (USA)         | Francisco Jiménez Álvarez  | Teodoro Callejo Solana          | Cuadra Los Aspirantes - Dos Tumbos | 1600m                      |
| 2008                     | KING OF CRY (FR)           | Matías Borrego             | Román Martín Sánchez            | Yeguada Urdiñ-Oriya                | 1600m                      |
| 2007                     | TRUENO NEGRO (FR)          | José Luis Martínez         | José Carlos Fernández Rodríguez | Yeguada Cortiñal                   | 1600m                      |